# Szentesi repülőtér
A Szentesi repülőtér (ICAO: LHSZ) Szentestől délre 5 kilométerre helyezkedik el. A repülőtér sport és mezőgazdasági célokat szolgál, és itt található a hét magyarországi helikopteres mentőbázis egyike.

## További adatok
- Magasság: 84 méter (276 láb)
- Hívójel: Szentes INFO
- Frekvencia: 123,810 MHz
- Csak nappali VFR repülés folytatható
- Tévétorony a repülőtér körzetében

## Története

### A kezdetek
A város földjéről az első merevszárnyú repülőgép 1911. november 5-én emelkedett föl a Felső–csordajáráson, tehát korán kezdődött Szentesen a repülés, jóformán még a hőskorban.
Az első világháború alatt a honvédelmi miniszter 1916 januárjában területet kért katonai repülőtér céljára a várostól, de a város késedelmesen válaszolt, így a repülőtér kialakítása elhúzódott. A háború után csak 1925-ben indult postajárat Szentesre, ezzel már a repülőtér funkcióját betöltötte, de a civilek még nem foglalkoztak repüléssel.
Az 1930-as évek elején a helyi cserkészcsapatban többen is érdeklődni kezdtek a repülés iránt, és felépítettek két Zögling típusú vitorlázó repülőgépet. A szentesi cserkészrepülők első repülőüzemnapja a szolnoki Schneider Emil főoktató segítségével 1937. április 11-én volt, a repülőtérnek kijelölt Felső-csordajárás, Szelevényi út és a Csongrádi vasút közé eső területén. A hivatalos megnyitón 1938. június 19-én a repülőtéravatóra a német katonai attasé is ellátogatott Rátz Jenő honvédelmi miniszter mellett.
Szentesen tanulta a vitorlázórepülés tudományát 1938 és 1942 között a környék ifjúsága, mivel a cserkészrepülő képzés térítésmentes volt. A vidéki növendékek Szentesre jutásáért és a hazaszállításáért a megyei-, vagy lakóhelyi hatóságok költségtérítést fizettek a cserkészrepülő szervezetnek. Repülőtéri gépkocsikkal hozták és vitték háztól házig a növendékeket. Idővel egyre intenzívebb lett a haderőn kívüli katonai előképzés üteme, mivel növekedett a háborús feszültség.

### A II. világháború
1940 januárjában ismét fölmerült a város polgári légiforgalmi áru-, személy- és postai szállításába való kapcsolódás gondolata, amely tervvel a kereskedelmi és postaügyi miniszter kereste meg a várost. Az elhatározás mögött nyilvánvalóan látszott a katonai repülés helyi erőkből történő bővítése. Bár ekkor már nem zavarta a repülés fejlesztését a trianoni tiltás, de a honvédelmi erők fejlesztésére létrehozott különadó bevezetése nem hozta meg a várt eredményt.
Mikor a front egyre jobban közelített, a Debrecen–Nyulasi Haderőn Kívüli Kiképzőkeret a Debrecent ért bombázás után Szentesre települt, és magukkal hozták a DRC minden vagyonát. Később három Messerschmitt Me 323 Gigant hatmotoros szállító repülőgép is Szentesre települt. Ezek hadianyagot, katonai felszerelést szállítottak az egyre közeledő frontra és visszaúton sebesülteket hoztak a kórházzá alakított iskolákba. A Mezőgazdasági Szakiskolába a német hadsereg katonai kórháza települt, ahol harctéri sebesülése után lábadozott a híres német író, Heinrich Böll is.
A front átvonulása után a repülőtéri épületek csaknem sértetlen állapotban megmaradtak, a repülőtérre pedig Po–2-s egység települt. Azonban távozásuk után és alatt a repülőtér épületeit széthordták – nem kis részben a helyi lakosok. Így 1946-ban hatóságilag kellett elrendelni a repülőtéri épületek bontását.

### A háború után
A háború után újjáalakult a helyi sportcélú repülőklub is, így 1946 őszére elkészült a Csongrádmegyei Sportrepülő Egyesület alapszabálya. Itt került szóba, hogy kérni kellene Szentes bekapcsolását az akkor szerveződő belföldi légiforgalomba a MASZOVLET égisze alatt. Ez azonban a gyér érdeklődés miatt meghiúsult. 1949. november 2-án a Csongrád Megyei Repülő Egyesület átalakult az OMRE Szentesi Repülő Klubjává, ezzel bekapcsolódva a haderőn kívüli katonai képzésbe.
Az 50-es évek végétől – megalakulásuktól kezdve – rendszeresen használták ideiglenes repülőtérként a Repülőgépes Növényvédő Állomás (RNÁ) mezőgazdasági repülőgépei is.
A gyakori politikai csatározások ellenére a repülőtéren a polgári repülés egészen 1959-ig folyamatosan fejlődött. Az 1957-ben megalakult budaörsi légimentő szolgálat gépei heti két-három alkalommal is megfordultak a szentesi repülőtéren. Számos beteget vittek a fővárosba, akiknek gyógyítására már csak a jobban fölszerelt budapesti klinikákon volt remény. Egy baleset ürügyén azonban 1959-ben a repülőklubot és a repülőteret is felszámolták.
A repülési szilencium ideje alatt a repülés csak sárkányrepülésre korlátozódhatott, de a már puhuló Kádár-rendszerben lehetőség nyílt repülőnapok rendezésére is.

### A rendszerváltás után
Az 1990-ben megalakult Szentesi Repülő Klubnak új repülőteret kellett keresnie. Ezt végül magánterületen sikerült megoldani, és új repülőtér avatására, melyhez helikopterleszálló is tartozik, 1993. június 19-én került sor. A repülőtéren vitorlázórepülő-pilóta-képzés és sétarepülés is igénybe vehető kétüléses R–26S Góbé vitorlázógépeken és SF-25 Falke motoros-vitorlázógépeken.
A Magyar Kormány 2007. augusztus 30-án úgy döntött, hogy Szentesen épülhet meg a hetedik magyarországi légimentőbázis.

## Külső hivatkozások
- Pusztai János: A szentesi repülés rövid története
- Szentesi Repülőklub honlapja